# Theta Leporis
Désignations
Theta Leporis (θ Lep) est une étoile solitaire de la constellation du Lièvre. Sa magnitude apparente est de 4,67 et il s'agit la 8e étoile la plus lumineuse de la constellation. Selon la mesure annuelle de sa parallaxe par le satellite Gaia, l'étoile se situe à 167 années-lumière du système solaire. Elle s'en éloigne actuellement à une vitesse radiale héliocentrique de +28 km/s, après avoir fait son approche minimale il y a 1,6 million d'années, où elle était distante de seulement ∼ 29 a.l. (∼ 8,89 pc) de la Terre.

## Propriétés physiques
Theta Leporis est une étoile blanche de la séquence principale de type spectral A0 V. Elle est estimée être 2,35 fois plus massive que le Soleil et être âgée de 207 millions d'années. Elle tourne rapidement sur elle-même avec une vitesse de rotation projetée de 246 km/s. Sa rotation rapide a pour effet d'aplatir l'étoile au niveau de ses pôles, dans le cas de Theta Leporis, sa largeur est 10 % supérieure à sa hauteur. Sa luminosité est de 41 L☉ et sa température de surface est de 10 453 K.